# Condado de Caltavuturo

Escudo del conde de Caltavuturo.

El Condado de Caltavuturo es un título nobiliario italiano. Su nombre se refiere al municipio siciliano de Caltavuturo, en la provincia de Palermo.
En Italia el título estuvo originalmente en manos de la familia Rosso, que más tarde entroncó con la casa de Paternò, emparentada en España con la casa de los Vélez, que se unió a la casa de Villafranca del Bierzo, en la que finalmente revirtió la casa de Medina Sidonia, siendo llevado por sus jefes hasta que se le concedió a Carlos Caro y Álvarez de Toledo, hijo de María Tomasa Álvarez de Toledo y Palafox, XIV duquesa de Montalto y nieto de Francisco de Borja Álvarez de Toledo y Gonzaga, XVI duque de Medina Sidonia.

## Condes de Caltavuturo
- Carlos Caro y Álvarez de Toledo, conde de Caltavuturo.